# Casa de Castro Alves
A Casa de Castro Alves, também conhecida como Solar do Sodré, foi a residência do pai do poeta Castro Alves e onde o poeta faleceu. Construída no século XVIII pelo Jerônimo Sodré Pereira. Atualmente abriga o Colégio Ipiranga. O solar se localiza na Rua do Sodré, no bairro Dois de Julho, na cidade de Salvador.
O edifício é tombado pelo Instituto do Patrimônio Histórico e Artístico Nacional (IPHAN), na data de 12 de julho de 1938, do processo de número 126.T.1938.

## História
No início do século XVIII, Jerônimo Sodré Pereira construiu o sobrado para residir com sua família. Com seu falecimento em 1711, seus herdeiros foram perdendo a fortuna e o solar precisou ser hipotecado em 1713, para pagar dívidas.
Passou por dois proprietários até que em 1862, António José Alves, pai do poeta Castro Alves, adquiriu o solar para morar com sua segunda esposa e filhos. Neste ano, Castro Alves vai para Recife para fazer estudos preparatórios para Faculdade de Direito e retorna ao solar de sua família em novembro de 1869, já doente. Castro Alves vem a falecer em 1871 no solar.
No local já funcionaram os Colégios Alemão, Piedade, Florêncio e Antônio Vieira. Atualmente funciona o Colégio Estadual Ipiranga.